# Eldorado at Santa Fe (Novo México)
Eldorado at Santa Fe é uma Região censo-designada localizada no estado americano de Novo México, no Condado de Santa Fe.

## Demografia
Segundo o censo americano de 2000, a sua população era de 5799 habitantes.

## Geografia
De acordo com o United States Census Bureau tem uma área de 53,6 km², dos quais 53,6 km² cobertos por terra e 0,0 km² cobertos por água.

## Localidades na vizinhança
O diagrama seguinte representa as localidades num raio de 16 km ao redor de Eldorado at Santa Fe.